# Oegledno
Oegledno of Ugledno (Bulgaars: Угледно) is een dorp in het noordoosten van Bulgarije. Het dorp is gelegen in de gemeente Omoertag in de oblast Targovisjte. Het dorp ligt hemelsbreed 17 km ten zuidwesten van Targovisjte en 265 kilometer ten noordoosten van Sofia. 

## Bevolking
Op 31 december 2020 telde het dorp Oegledno 128 inwoners. Het aantal inwoners vertoont al jaren een dalende trend: in 1934 woonden er nog 236 personen in het dorp.
| Bevolkingsontwikkeling tussen 1934 en 2020          |
| --------------------------------------------------- |
|                                                     |
| Bron: Nationaal Statistisch Instituut van Bulgarije |

In het dorp wonen grotendeels Bulgaarse moslims, ook wel Pomaken genoemd in de volksmond. In de optionele volkstelling van 2011 identificeerden slechts 4 van de 128 ondervraagden zichzelf als etnische Bulgaren, terwijl 124 ondervraagden een 'andere' etniciteit aangaven en 14 inwoners niet werden ondervraagd. Vanwege het geringe aantal ondervraagden is het niet mogelijk om harde conclusies aan de volkstelling van 2011 te verbinden.
| Etnische samenstelling van de respondenten (2011) | Etnische samenstelling van de respondenten (2011) | Etnische samenstelling van de respondenten (2011) | Etnische samenstelling van de respondenten (2011) | Etnische samenstelling van de respondenten (2011) |
| ------------------------------------------------- | ------------------------------------------------- | ------------------------------------------------- | ------------------------------------------------- | ------------------------------------------------- |
|                                                   |                                                   |                                                   |                                                   |                                                   |
| Bulgaren                                          | Bulgaren                                          |                                                   | 3,1%                                              | 3,1%                                              |
| Turken                                            | Turken                                            |                                                   | 0,0%                                              | 0,0%                                              |
| Roma                                              | Roma                                              |                                                   | 0,0%                                              | 0,0%                                              |
| Anders/Onbekend                                   | Anders/Onbekend                                   |                                                   | 96,9%                                             | 96,9%                                             |

Belomortsi · Balgaranovo · Dolna Choebavka · Dolno Kozarevo · Dolno Novkovo · Goljamo Tsarkvisjte · Gorna Choebavka · Gorno Kozarevo · Gorno Novkovo · Gorsko Selo · Ilijno · Kamboerovo · Kestenovo · Kozma Prezviter · Krasnoseltsi · Mogilets · Obitel · Oegledno · Omoertag · Panajot Chitovo · Panitsjino · Petrino · Plastina · Ptitsjevo · Padarino · Parvan · Rositsa · Ratlina · Stanets · Taptsjilesjtovo · Tsarevtsi · Tserovisjte · Tsjernokaptsi · Velitsjka · Velikdentsje · Verentsi · Veselets · Visok · Vrani Kon · Zelena Morava · Zmejno · Zvezditsa